# Caisse d'épargne (banque)
Pour l’article homonyme, voir Caisse d'épargne.
Ne doit pas être confondu avec Caisse nationale d'épargne.
La Caisse d'épargne est une banque française constituée autour des quinze caisses d'épargne régionales.
Elle était jusqu'en juillet 2009 un groupe bancaire français, avant de fusionner avec celui des Banques populaires, opération entérinée le 1er août 2009. La nouvelle entité, dont le nom est Groupe BPCE, devient le deuxième groupe bancaire français. Au sein du groupe BPCE, les deux enseignes commerciales, Caisse d'épargne et Banque populaire, subsistent. La Caisse d'épargne est la plus grande banque commerciale du groupe BPCE.
Les caisses d'épargne françaises sont parfois désignées sous l'appellation l'Écureuil, d'après l'animal emblème des quinze caisses d'épargne.

## Historique

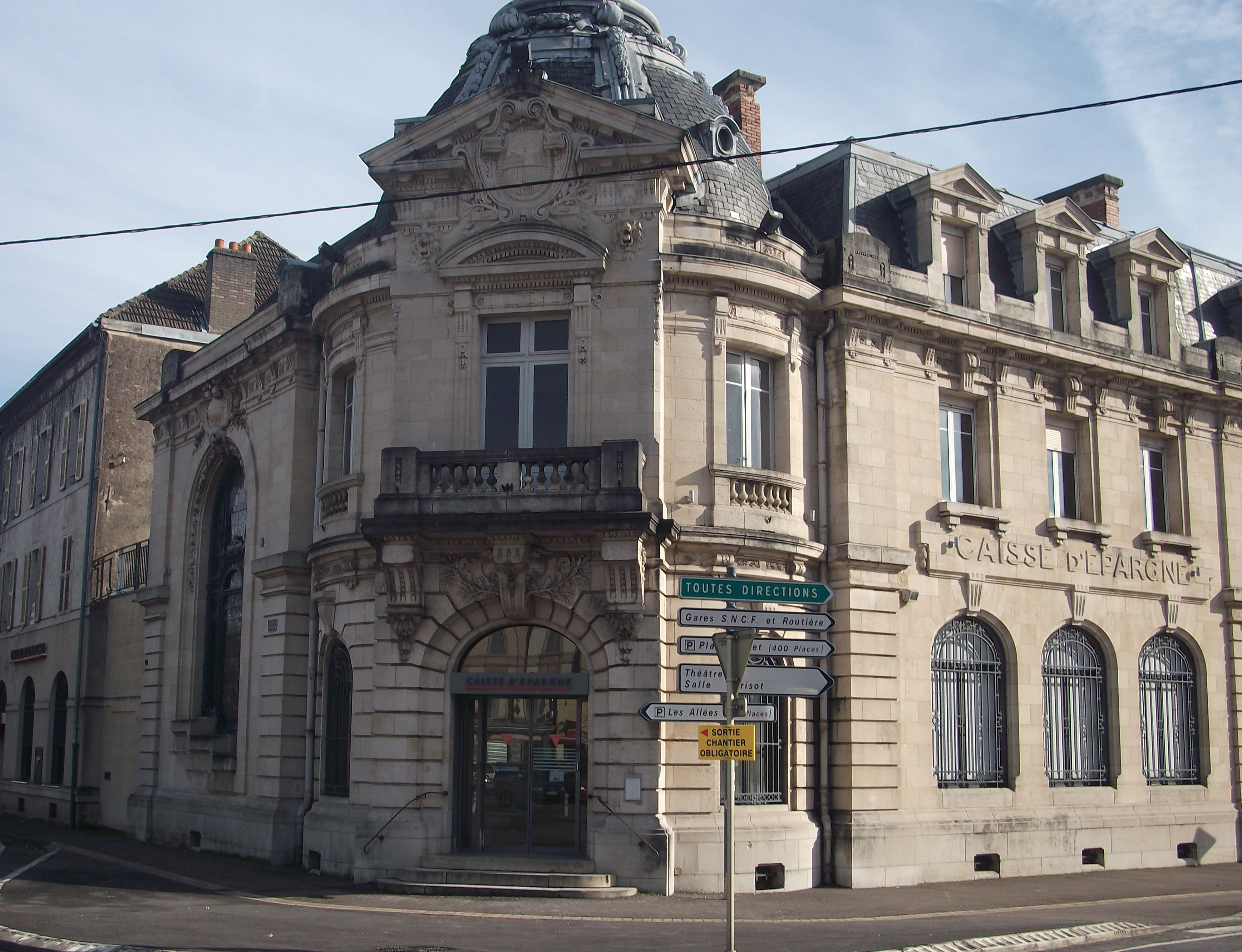
L'ancienne Caisse d'épargne de Vesoul, édifiée en 1909.

### La naissance des Caisses d'épargne en France
En France, la Caisse d'épargne est une initiative privée du baron Joseph-Marie de Gérando, relayé par Benjamin Delessert et François XII de La Rochefoucauld, deux philanthropes, destinée à encourager l'épargne populaire dans une période marquée par des conditions économiques et sociales difficiles. Le livret va concrétiser l'acte d'épargne en permettant de conserver la trace des versements et intérêts perçus.
La première Caisse d'épargne et de prévoyance a été créée le 22 mai 1818  à Paris sous la forme d'une société anonyme. L'acte constitutif est signé devant le notaire Colin de Saint-Menge. Il comporte vingt signatures, presque toutes de banquiers : François XII de La Rochefoucauld, Jacques Laffitte, Jean-Conrad Hottinguer, Benjamin Delessert, baron Auguste de Staël, Scipion Perier ou encore James de Rothschild, ainsi que Bernard Boucherot, Claude-Georges Barrillon, Henry Flory, Jean-Marie-Gaspard Busoni, Jean-François Guérin de Foncin, Jacques Lefebvre, Adolphe-Pierre-François Cottier, Barthélémy Guiton, Jean Charles Joachim Davillier, Honorat Lainé, Auguste-Charles-Théodore Vernes, Alexandre César de La Panouse, Henri Hentsch et Vital Roux.
Le 29 juillet 1818, une ordonnance de Louis XVIII autorise la société anonyme formée à Paris sous le nom de Caisse d'épargne et de prévoyance,.

#### Constitution d'un réseau de proximité
L'ouverture officielle de la première Caisse d'épargne a lieu le dimanche 15 novembre 1818, dans le local de la Compagnie royale d'assurances, installée au 104, rue de Richelieu à Paris. Elle accueille vingt-huit déposants le premier jour. Au 31 décembre de la même année, elle avait ouvert 352 livrets pour un montant de 54 687 francs.
La Caisse d'épargne ne rencontre pas un succès immédiat du fait de la faible capacité d'épargne des classes populaires, mais aussi d'une confiance trop faible envers l'institution. Les fondateurs demandent alors à l'État d'assurer les relais et de s'impliquer davantage. C'est ce qu'il fait en prenant en charge le placement et la garantie des fonds en fixant le plafond des livrets. La loi du 5 juin 1835 reconnaît alors les Caisses d'épargne comme établissements privés d'utilité publique. Le succès du système s'amorce alors avec, dix-huit ans après la création du livret, un montant des dépôts qui atteint 147 millions de francs. Devant cette croissance, l'État, à travers la loi du 31 mars 1837, confie à la Caisse des dépôts l'administration des fonds. En 1895, les Caisses d'épargne sont tenues de passer une fois par an un contrôle de l'Inspection générale des finances. La même année une loi donne le droit aux Caisses d'épargne, sur leurs fonds personnels, d'investir dans des projets locaux. Les Caisses d'épargne se mettent à financer la création de logements sociaux, puis des bains-douches et des jardins ouvriers. C'est alors en 1844 que la Caisse d'épargne s'installe à son actuel siège historique, l'hôtel Thoinard, situé au 19, rue du Louvre dans le 1er arrondissement (anciennement 9, rue du Coq Héron avant le percement de la rue du Louvre en 1880).

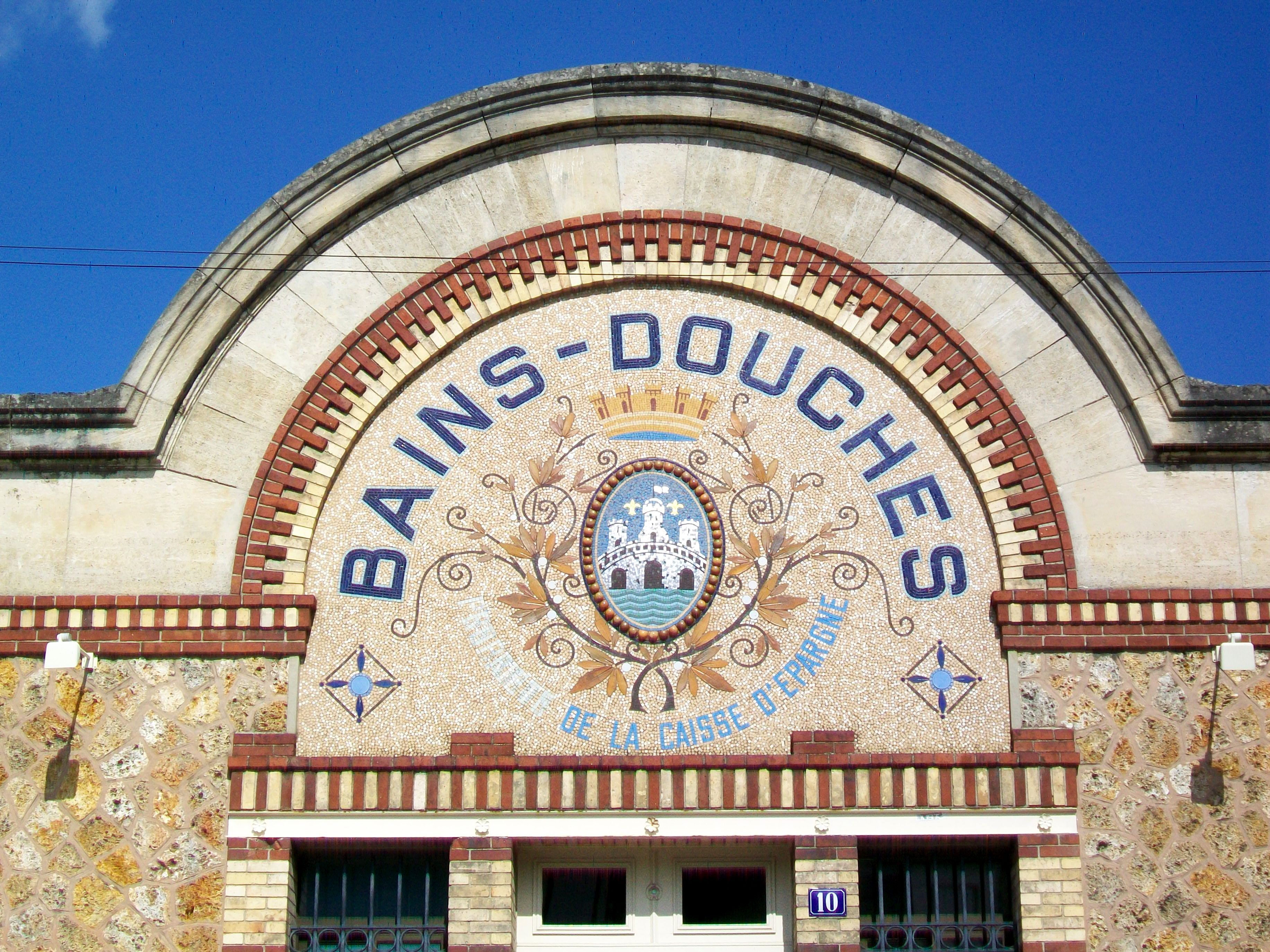
Les anciens bains-douches de 1913, propriété de la Caisse d'épargne jusqu'en 1953, à Pontoise.

En 1839, les Caisses d'épargne sont 284, puis 364 en 1847, 546 en 1895. À cela s'ajoute les bureaux auxiliaires et les succursales : 1300 en 1900 et 2800 en 1938.[réf. nécessaire] Un mouvement, ébauché vers la fin de 1907, se concrétise au tournant des années 1910 : les caisses d'épargne françaises se réunissent en groupements régionaux qui prennent le nom de « conférences ». Ainsi, on retrouve :
1. la Conférence de la région du Nord et de l'Est ;
2. la Conférence de la région de l'Ouest et du Sud-Ouest (150 caisses sur 28 départements, la première par son importance territoriale et financière) ;
3. la Conférence de la région du Centre ;
4. la Conférence de la région du Centre-Est
5. la Conférence de la région du Nord-Ouest ;
6. la Conférence de la région du Midi et du Sud-est.

Ces conférences régionales se fédèrent elles-mêmes en octobre 1911 en une Conférence générale des caisses d'épargne de France. D'après Le Républicain de Toulouse et du Midi, l'utilité de ces groupements est avant tout de « dégager, par l'étude en commun, les aspirations et les besoins communs des dix millions de clients des caisses d'épargne françaises » ainsi que de « coordonner les efforts et centupler par l'union la force des revendications adressées aux pouvoirs publics ».

### Période d'après-guerre 1945-1965
En 1950, l'amélioration des conditions économiques (stabilisation des prix et revalorisation du franc) relance l'épargne. En 1951, il est accordé aux Caisses d'épargne un supplément d'intérêt : il passe de 0,25 % en 1950 à 0,50 % en 1951, ce qui participe à augmenter le nombre d'ouvertures de livrets. Le taux de diffusion du livret des Caisses d'épargne et de prévoyance atteint 29,5 %.
Cette période marque la diversification des services offerts par la Caisse d'épargne. Dans le cadre de la reconstruction d'après-guerre, le député Jean Minjoz propose une loi qui permet aux Caisses d'Épargne d'utiliser une partie des épargnes de leurs clients pour prêter de l'argent aux organismes publics et aux collectivités locales. En 1950, la loi Minjoz est votée. Les demandes de prêts dépassent les capacités des Caisses d'épargne et une procédure de sélection est mise en place. Elle dure trois mois et commence par la constitution d'un dossier de prêts, qui est ensuite étudié par un comité départemental qui envoie ou non le dossier à la Caisse des dépôts.
Le 11 juillet 1950, un décret permet aux Caisses d'épargne de se passer d'administrateur. Affranchis de cette contrainte, de nouveaux bureaux ouvrent pour atteindre le nombre de 4 000 en 1958, soit 30 % de plus qu'en 1946.

### La consolidation 1965-1981

#### Le décloisonnement bancaire et l'entrée dans l'ère de la concurrence
L'année 1965 marque l'entrée dans la concurrence. Le système d'épargne crédit et de prévoyance exclusivement réservé aux Caisses d'épargne ainsi qu'à la Caisse postale sont remplacés par le plan épargne logement (1965) et le livret B (1966) ouverts à tous.
Les Caisses d'épargne proposent de nouveaux produits. C'est Michel Debré, ministre de l'Économie et des finances de l'époque, qui lance par le décret Debré-Haberer la déspécialisation du secteur bancaire. Les banques de dépôt, et donc la Caisse d'Épargne, sont maintenant autorisés à investir dans jusqu'à 20 % du capital d'une entreprise.

#### Le Rapport Racine
Le rapport Racine achève de développer la gamme de produits proposés par les Caisses. Écrit en mai 1968, par Pierre Racine alors qu'il était au cabinet du Ministre de l'économie Michel Debré, le rapport préconise la banalisation des activités, car sans cela les Caisses d'épargne ne seraient pas en mesure de faire face à la concurrence. Il doit permettre aux Caisses de vendre des produits comme des comptes chèques ou des opérations à l'étranger.
On assiste alors à une rationalisation de la présence, de l'activité et de la gérance des Caisses d'épargne pour pouvoir faire le poids face aux autres offres concurrentes. La diversification de la Caisse d'épargne est lancée : prélèvement sur Livret 1968, placements mobiliers 1969, prêts sans épargne préalable 1971, compte chèque 1978, carte bleue 1982. Cette expansion est notamment permise par l'obligation faite par l'État de payer tous les salaires de plus de 1500 F par versement sur un livret.
Si la commission Racine autorise un enrichissement de la gamme de produits bancaires offerts par les Caisses, elle exige aussi une réorganisation des Caisses d'épargne. Pour répondre à cette volonté, l'Union nationale des Caisses d'épargne (UNCEF) est créée pour regrouper les sept unions régionales (URCE). L'union dispose de services d'information, de formation et de représentation, auxquels s'ajoute en 1972 une direction commerciale. De 1971 à 1981, 4 800 salariés y suivent des formations.
En 1974, l'union nationale préconise un regroupement autour de 150 à 200 Caisses d'épargne, pourtant cinq ans plus tard, la situation n'évolue toujours pas.

#### La mise en place des GREP
En 1970, devant l'éparpillement et l'hétérogénéité des Caisses, l'État choisit de créer les Groupements régionaux d'épargne et de prévoyance (GREP) pour pouvoir lancer les bons d'épargnes, et des prêts personnels. Ces groupements ont la surface financière nécessaire pour émettre des bons au niveau régional et les recycler en fonds nécessaires au financement des prêts. Ils sont au nombre de douze pour couvrir les vingt-et-un régions administratives françaises.

### Mutations institutionnelles 1981-1992

#### 1erjuillet 1983: Réforme des Caisses d'épargne
En septembre 1981, la commission Ancian rassemble quatre représentants de l'UNCEF, quatre représentants de la Caisse des dépôts et deux membres de la GREP pour faire un diagnostic des faiblesses du réseau, le but est de tirer les conclusions de l'échec de l'UNCEF. Cette fois les Caisses d'épargnes participent à la consultation du gouvernement.
Les résultats de la commission Ancian sont repris dans une proposition de loi déposée devant l'Assemblée le 29 juin 1982, pour être finalement adoptée un an plus tard les 13 et 16 juin 1983. Datée du 1er juillet 1983, la loi reconnaît aux Caisses d'épargne le statut d'établissement de crédit et introduit une réorganisation autour de trois niveaux : local, régional et national sur le modèle proposé par le rapport Ancian.

#### Loi bancaire de 1984
En 1984 et 1985 sont créées les Sociétés régionales de financement (SOREFI), selon la loi du 1er juillet 1983, une société par région administrative. Le capital est réparti à parité entre la Caisse des Dépôts et les Caisses d'épargne de la région. Les SOREFI centralisent les fonds non garantis par l'État (tout sauf le livret A et le LEP, livret d'épargne populaire), et en particulier les plans d'épargne logement, émettent les bons d'épargne commercialisés par les Caisses et empruntent sur le marché. Elles prêtent directement aux entreprises et collectivités régionales, et inaugurent l'activité de banque généraliste du futur groupe. Elles supportent également des services communs aux Caisses d'épargne.

#### Reconfiguration du réseau
La même loi de 1983 crée un « chef de réseau », le Centre national des caisses d'épargne et de prévoyance (CENCEP) qui n'est pas une banque. Il est également administré à parité par la Caisse des Dépôts et les Caisses d'épargne. Ses capacités d'action sont bien plus importantes que l'ancienne UNCEF. L'organisation et la réglementation, tant sur le plan administratif et technique que financier, ainsi que tout le contrôle lui sont confiés. La CENCEP est aussi investie de pouvoir de représentation.
Les SOREFI sont, à terme, appelées à devenir les banques régionales des Caisses d'épargne assurant la fonction de transformation, entre centralisation de la collecte et financement de crédits. Elles ont la responsabilité des risques bancaires.
En 1984, une nouvelle loi est votée. Elle concerne cette fois tous les établissements bancaires. L'objectif de cette réforme est d'opérer un décloisonnement du système bancaire pour permettre une concurrence équitable. La loi bancaire de 1984 crée un ordre juridique commun à tous les organismes financiers : ils sont désormais tous des établissements de crédit. Cette nouvelle appellation s'accompagne de nouvelles règles : l'ouverture de nouveaux guichets ou d'une nouvelle caisse est soumis à accord préalable et des normes de solvabilité et de liquidité sont établis. Les statuts sont aussi renouvelés : deux modèles sont proposés aux Caisses par le CENCEP : l'un comporte un directeur général unique (obligatoire si les Caisses ont moins de 25 agents) et l'autre un directoire (obligatoire si plus de 200 agents). Les nouveaux statuts comportent aussi la détermination précise de la zone d'activité de chaque Caisse.
Les Caisses d'épargne deviennent un réseau à part entière dans le système financier français, puisqu'elles ont accès au plein exercice de l'ensemble des activités bancaires à l'exception des services aux professionnels et entreprises. La loi de 1984 est aussi l'occasion de modifier la gouvernance et l'organisation des relations de travail : d'un système basé sur la cooptation des membres des conseils d'administration, les Caisses passent à un système basé sur l'élection.
Le 20 décembre 1984, la première phase du processus électoral est achevée, sur les 550 000 clients appelés à voter, 25 % ont voté. En tout, 5 400 administrateurs seront élus. Le CENCEP présente son premier plan stratégique national à Strasbourg en 1987. Le dossier est constitué de vingt-deux actions pour renforcer la place des Caisses d'épargne dans l'économie et la société, rester le leader du marché des particuliers tout en devenant un acteur important de l'économie locale.
Entre 1984 et 1987, la dynamique de regroupement connaît une nouvelle impulsion sous la contrainte du contrôle du CENCEP. Les petites Caisses ne sont pas en mesure de satisfaire les prérogatives de la loi bancaire. Le regroupement de certains coûts et risques entraîne une responsabilité augmentée du réseau qui explique la politique de regroupement. La première phase de fusion permet de réduire le nombre de Caisses : elles passent de 464 en 1984 à 364 en 1987. De nouvelles contraintes bancaires de la Commission des communautés européennes continuent d'imposer les fusions de Caisses, car 95 Caisses ont encore en 1987 une dotation inférieure aux seuils exigés. En 1990, il n'y a plus que 186 Caisses.
Le regroupement des « petites » Caisses d'épargne est mené d'abord de façon peu formelle et progressive, puis par l'opération de restructuration définie par la loi du 10 juillet 1991, qui aboutit à la création de 35 Caisses d'épargne régionales. Les Caisses régionales absorbent les SOREFI et deviennent des banques régionales généralistes. Une Caisse Centrale est créée pour servir d'établissement centralisateur. Elle est constituée de deux sociétés financières : une caisse centrale de trésorerie et une caisse centrale d'émissions.

#### Création de la CNCE
Une évolution du « groupe central » aboutit à la création en 1992 (loi du 30 décembre 1991) de la CNCE (caisse nationale des caisses d'épargne), établissement de crédit donc banque de plein exercice, qui reprend le rôle de chef de réseau tenu par le CENCEP. Les Caisses d'épargne ont la majorité absolue du capital et des droits de vote, la Caisse des Dépôts devenant minoritaire pour la première fois dans la gestion du réseau Caisses d'épargne. Les dirigeants, issus des Caisses d'épargne, lancent la CNCE dans le monde de la finance.

### Vers un groupe de banques de détail 1992-1999
En juillet 1991, la fonction de censeur est introduite par loi, elle sera mise en place en 1992. Le censeur est chargé de vérifier que chaque Caisse d'épargne agit en conformité avec les orientations définies par l'organe central. Les années 1990 marquent aussi le lancement de l'unification des concepts d'agences avec la mise en place de bâtiments aux couleurs du nouveau logo rouge ; chaque agence dispose de la même signalétique et de la même organisation.
Le 20 septembre 1995 a lieu la création de la Caisse Centrale. Cela correspond à une fusion de deux sociétés financières SCT et SEC. Elle est détenue à 60 % par les Caisses d'épargne et à 40 % par la Caisse de dépôts.
Après s'être unies derrière un même concept, l'enjeu majeur des Caisses d'épargne devient la fidélisation client, en transformant les clients détenteurs d'un livret A en clients actifs ayant délibérément choisi la Caisse d'épargne.

#### Tentatives de croissance externe
En 1996, René Barberye affirme que pour se développer la Caisse d'épargne a besoin d'être un réseau multi spécialistes et de se positionner simultanément sur le marché des particuliers et des professionnels. Pourtant, les tentatives de croissance externe ont du mal à aboutir :
- René Barberye - au nom de la Caisse d'Épargne - s'oppose à la reprise du Crédit foncier[22] ;
- L'Association française des banques qui s'oppose à la reprise de la Banque Laydernier par la Caisse d'Épargne ;
- La Société marseillaise de crédit est finalement cédée au Crédit commercial de France ;
- Le rachat du CIC est accordé au Crédit mutuel.

#### Les Caisses d'épargne deviennent coopératives
En 1999, les Caisses d'épargne connaissent un dernier changement de statut. La loi de réforme du 25 juin 1999 relative à l'épargne et à la sécurité financière » donne aux Caisses d'épargne le statut de banques coopératives à vocation universelle, un statut de droit commun. Les Caisses d'épargne deviennent des sociétés anonymes coopératives adossées à des fondations créées ex nihilo qui portent la totalité des fonds propres. L'activité bancaire concurrentielle est confiée aux SA, et les actions sociétales – induites par la vocation universelle – sont à la charge des fondations.
La loi du 25 juin permet aussi une opération de mutualisation destinée à donner un propriétaire à l'ensemble des Caisses d'épargne qui aboutit à la création des SLE (sociétés locales d'épargne) qui émettent des parts sociales et dont les dirigeants sont élus par les porteurs de parts sociales, et de la FNCE (fédération nationale des caisses d'épargne) qui en est l'organe central. Les parts sociales sont commercialisées par les Caisses d'épargne auprès de leurs clients.
La FNCE a pour but de défendre les intérêts des Caisses d'Épargne et de remplir la mission d'intérêt général que la loi de juin leur impose. Dans les huit ans qui suivent, 18 858 projets seront financés.

### Les années 2000
Le 1er janvier 2000, la Caisse d'épargne lance la vente des parts sociales. 15,9 milliards de francs (soit 2,42 milliards d'euros) sont à vendre sur quatre ans. L'objectif est d'obtenir 4 millions de sociétaires dont un million dès juin 2000 pour pouvoir tenir les premières assemblées générales avant l'été 2000.
Au début des années 2000, la Caisse d'épargne relance une stratégie de croissance externe. Elle souhaite asseoir sa présence dans de nouveaux secteurs afin de devenir un conglomérat financier gérant un ensemble d'activités bancaires et financières, dit « banque universelle ». François Drouin réalise les premières acquisitions externes du Groupe et en fait la première banque régionale qui finance les entreprises.
En 2002, le réseau Océor est créé, cette société de holding doit permettre une présence accrue en Outre-mer.
Sur le plan immobilier, la Caisse d'Épargne rachète le Crédit foncier en 1999 pour un premier projet de développement commun présenté en 2000.
En 2003, pour renforcer sa présence dans le secteur des PME/PMI, la Caisse d'épargne achète 60 % de la banque italienne SanPaolo.
Sur le plan de l'investissement, c'est une mise en commun des activités concurrentielles de la Caisse des Dépôts et la Caisse d'épargne qui permet le lancement d'Eulia. Cet ensemble réunit 278 filiales dans six pays européens, aux États-Unis et au Japon. En 2003, Eulia est cédée à la Caisse d'épargne pour sept milliards d'euros. D'une présence strictement française, la Caisse d'épargne passe en 2003 à une présence européenne et internationale.
En novembre 2004, le plan stratégique 2004-2007 est présenté ; il se structure autour de trois axes : développement, efficacité et performance, engagement social.
Le 13 avril 2005, les Caisses d'Épargne décident de rémunérer les comptes courants dès le premier euro, devenant la première grande enseigne bancaire française à proposer ce type de produit. Fin 2005, le groupe met en place un partenariat avec la Macif et la MAIF dans le domaine de la bancassurance et des services à la personne.
En 2006, les Caisses d'épargne décident d'un rapprochement avec le Groupe Banques Populaires dans le domaine de la banque de financement et d'investissement qui concerne donc principalement les filiales IXIS de la Caisse d'épargne et Natexis Banques Populaires, pour former Natixis. En novembre 2006, Natixis est coté en bourse son capital est ouvert aux investisseurs et aux particuliers.
En avril 2007, la Caisse d'épargne Rhône-Alpes-Lyon et de la Caisse d'épargne des Alpes fusionnent pour créer la Caisse d'épargne Rhône-Alpes avec environ 3 000 salariés dans les départements du Rhône, de l'Ain, de l'Isère, de la Savoie et de la Haute-Savoie.
En juillet 2007, les Caisses d'Épargne finalisent un accord avec Nexity, elles acquièrent environ 40 % de ce dernier contre plusieurs cessions, dont 25 % dans le Crédit foncier de France.

#### La crise financière
Les Caisses d'épargne sont actionnaires de la banque d'affaires Natixis, qui s'est lancée en 2006 sur le marché des subprimes aux États-Unis, par l'intermédiaire d'un réhausseur de crédits qu'elles ont dû financer en catastrophe par une recapitalisation.
De surcroît, le 17 octobre 2008, les Caisses d'épargne font l'annonce d'une perte de 600 millions d'euros, conséquence du dépassement de la limite de risques fixée par la direction de trois traders employés à la gestion pour compte propre (gestion des excédents de ressources des caisses régionales). Finalement la perte est de 751 millions d'euros. Le 19 octobre 2008, à la suite d'un conseil d'administration, Charles Milhaud et deux autres dirigeants sont démis de leurs postes. Le 16 décembre 2008, la direction indique que les résultats de l'année seront inférieurs aux prévisions. Le 23 décembre 2008 est annoncé, à la suite de la perte de 450 millions de Natixis, une perte de 8 millions d'euros. Le 26 février 2009, la banque annonce une perte de 2 milliards d'euros.
Le 9 mars 2009, prise dans la crise des subprimes, la valeur de l'action Natixis atteint un plus bas à 76 centimes d'euro soit une perte de 96,12 % par rapport à sa valeur d'introduction en Bourse. Ces difficultés se sont étendues aux maisons mères, les Caisses d'épargne et Banques populaires, affectées par de considérables moins-values.

### Création de la BPCE
Les 24 et 26 février 2009, le conseil d'administration de la Banque fédérale des Banques populaires (BFBP) et le conseil de surveillance de la Caisse nationale des Caisses d'épargne et de prévoyance (CNCE), forcés au rapprochement, approuvent « les principes du rapprochement des deux organes centraux, devant conduire à la naissance du deuxième groupe bancaire français ».
Les deux groupes entérinent de plus le 26 février 2009 l'arrivée à leur tête de François Pérol, ancien secrétaire général adjoint de la présidence de la République, qui a contribué à la création de Natixis. Il prend ses fonctions le 2 mars,. L'État devrait injecter environ 5 milliards d'euros et prendre à terme quelque 20 % du capital du nouveau groupe selon la presse. Le 9 juin, le gouvernement approuve le projet de fusion des directions des Caisses d'Épargne et Banques Populaires. Pérol en sera le dirigeant. Il est mis en examen le 6 février 2014 pour "prise illégale d'intérêts", puis relaxé en juin 2017.
Le 16 juillet 2009, la CNCE est condamnée par la commission bancaire à une amende de 20 millions d'euros, à la suite de sa perte d'octobre 2008. La banque fait appel pour préserver les intérêts sociaux. Cette amende ne représente pas 3 % de la perte.
Le 31 juillet 2009, la CNCE fusionne avec la Banque Fédérale des Banques Populaires pour former BPCE, le nouvel organe central du Groupe BPCE. La dénomination sociale de la société change et passe de CNCEP à « Caisses d'Épargne Participations ».

### Depuis 2010
En janvier 2010, la Caisse d'épargne lance « Mon banquier en ligne », une banque disponible uniquement sur le web. En 2016, la Caisse d'épargne est la première banque à proposer le service Apple Pay qui permet de payer avec un iPhone.
En février 2016, les Caisses d'épargne régionales Nord France Europe et Picardie annoncent leur intention de fusionner au courant 2017, pour créer un nouvel ensemble régional de 3 300 salariés. Depuis lors, la fusion ayant été actée, les Caisses d'Épargne de la région Hauts de France forme une seule et même entité, incluant également leur succursale en Belgique.
En mai 2017, les Caisses d'épargne d'Alsace et de Lorraine Champagne Ardenne décident à leur tour de fusionner, pour former la Caisse d'épargne Alsace Lorraine Champagne Ardenne (CEALCA) à horizon juin 2018.

## Présentation du groupe

### Activités
La Caisse d'épargne vend ses services aux entreprises, aux associations, au secteur public et aux particuliers. Les services proposés sont : moyens de paiement, financement, crédits, optimisation fiscale, placement, gestion de patrimoine, collecte et gestion de l'épargne et assurance.
Le Groupe Caisse d'épargne publie Épargne et Finance, une publication trimestrielle externe diffusée à 15 000 exemplaires.

### Livret A
Les Caisses d'épargne partageaient avec La Poste (devenue La Banque postale) et le Crédit Mutuel (le livret bleu), le monopole de la distribution du livret A, monopole qui a été abrogé le 1er janvier 2009.
Créé par les Caisses d'épargne en 1818, le livret A est un compte d'épargne dont la rémunération (taux d'intérêt annuel fixé à 2 % depuis le 1er août 2022) est réglementée par le gouvernement français et est exonérée d'impôts. La Caisse des dépôts centralise les ressources en provenance du livret A pour financer le logement social.
Pendant longtemps le Livret A fut la principale ressource des Caisses d'épargne, aujourd'hui dépassée par l'assurance-vie et les autres produits bancaires.
La rémunération du livret A est calculée selon le principe dit de la quinzaine :
- les sommes versées sont rémunérées à partir du début de la quinzaine suivante (les fonds versés du 1er au 15 sont rémunérés à partir du 16 du mois)
- les sommes retirées ne sont plus rémunérées à partir du début de la quinzaine en cours (les fonds retirés du 16 au 30, n'auront été rémunérés que jusqu'au 15 du mois).

La Caisse d'épargne finançait en grande partie la construction de HLM grâce aux dépôts sur le livret A à travers la Caisse de Dépôt et de Consignation. Elle s'est aussi lancée dans le crédit revolving, le financement de constructions immobilières, les assurances. La politique choisie par Charles Milhaud l'amène à agir sur les marchés financiers à risques par sa filiale Natixis.

## Organisation du groupe

### Caisses régionales
Au 1er janvier 2020, le Groupe Caisse d'épargne compte 15 caisses régionales réparties sur le territoire français métropolitain, à la suite de plusieurs opérations de fusion dans la décennie précédente.  
Le rapport de R. Douyère, en avril 1998, recensait 31 caisses régionales en 1996, dans l’organisation des caisses d'épargne sur le territoire métropolitain.
| Région,                                     | Caisses d'épargne régionales antérieures                                         | Effectifs | Nombre d'agences | Siège            |
| ------------------------------------------- | -------------------------------------------------------------------------------- | --------- | ---------------- | ---------------- |
| Caisse d'épargne Hauts-de-France            | Pas-de-Calais, Flandres, Pays du Hainaut, Nord France Europe et Picardie.        | 3300      | 356              | Lille            |
| Caisse d'épargne Normandie                  |                                                                                  | 1985      | 228              | Bois-Guillaume   |
| Caisse d'épargne Île-de-France              | Île-de-France Paris, Île-de-France Nord, Île-de-France Ouest. (Fusion fin 2006)  | 4828      | 480              | Paris            |
| Caisse d'épargne Grand Est Europe.          | Lorraine Champagne-Ardenne et Alsace. (Fusion le 23 juin 2018).                  | 3000      | 337              | Strasbourg       |
| Caisse d'épargne Bretagne Pays de Loire     |                                                                                  | 3000      | 415              | Orvault          |
| Caisse d'épargne Loire Centre               |                                                                                  | 1724      | 209              | Ormes            |
| Caisse d'épargne Bourgogne Franche-Comté    |                                                                                  | 1699      | 240              | Dijon            |
| Caisse d'épargne Auvergne et Limousin       |                                                                                  | 1381      | 176              | Clermont-Ferrand |
| Caisse d'épargne Rhône-Alpes                |                                                                                  | 3100      | 305              | Lyon             |
| Caisse d'épargne Aquitaine Poitou-Charentes | Aquitaine-Nord, Pays de l'Adour, Poitou-Charentes. (Fusion le 14 décembre 2007). | 2816      | 375              | Bordeaux         |
| Caisse d'épargne Loire Drôme Ardèche        |                                                                                  | 1155      | 153              | Saint-Étienne    |
| Caisse d'épargne Midi-Pyrénées              |                                                                                  | 1735      | 228              | Toulouse         |
| Caisse d'épargne Provence Alpes Corse       |                                                                                  | 2659      | 266              | Marseille        |
| Caisse d'épargne Languedoc-Roussillon       |                                                                                  | 1508      | 183              | Montpellier      |
| Caisse d'épargne Côte d'Azur                |                                                                                  | 1866      | 152              | Nice             |

### Fédération nationale des Caisses d'épargne
À la suite de la réforme du 25 juin 1999, les Caisses d'Épargne sont organisées en une Fédération nationale des Caisses d'épargne (FNCE). Cette fédération est l'organe de représentation des Caisses, des sociétaires, et des administrateurs. La fédération doit assurer la relation et son bon fonctionnement avec les sociétaires et leurs élus, représenter les intérêts des Caisses auprès de leurs différentes parties prenantes, favoriser l'échange d'informations entre les Caisses et avec l'international.

### Groupe BPCE
Le Groupe BPCE a été créé lors de la fusion en 2009 de la Caisse nationale des Caisses d'épargne et de la Banque fédérale des banques populaires Banque populaire. Le groupe BPCE est composé des deux groupes bancaires et de toutes leurs filiales.

## Lobbying
Le cabinet E2L Consulting déclare à la Haute Autorité pour la transparence de la vie publique exercer des activités de lobbying en France pour le compte de la Fédération nationale des caisses d'épargnes, pour un montant qui n'excède pas 300 000 euros sur l'année 2018.
La Fédération nationale des caisses d'épargnes déclare, en propre, à la Haute Autorité pour la transparence de la vie publique exercer des activités de lobbying en France pour un montant qui n'excède pas 100 000 euros sur l'année 2019. En complément, BPCE exerce le lobbying pour le compte des deux marques, Caisse d'épargne et Banque populaire.

## Critiques et affaires judiciaires

### Durant la crise financière de 2008
- Selon le magazine Alternatives économiques, la crise de 2008 a mis en évidence des dérives de gestion[59].
- En octobre 2008, la Caisse d'épargne est contrainte d'avouer une perte de 600 millions d'euros sur les marchés financiers[60].

### Publicité mensongère
- Lancés en 2001, les investissements appelés « Doubl'Ô » (FCP) ne répondent pas aux attentes de la clientèle[61]. Ces six FCP garantis à formule promettaient à leurs souscripteurs un doublement en 6 ans. Pourtant, les résultats ne sont pas au rendez-vous et à l'échéance des 6 FCP, les souscripteurs ne récupèrent que leur mise de fonds, amputée des droits d'entrée et des frais de garde. Le 7 août 2009, le Collectif Lagardère contre les Abus Bancaires (CLAB), devenu ultérieurement le Comité de Lutte contre les Abus Bancaires, assigne, conjointement avec 252 de ses adhérents souscripteurs d'un ou plusieurs de ces FCP,  la CNCE devant le Tribunal de Paris, estimant que la banque n'a pas satisfait à ses obligations d'information et de conseil[62][source insuffisante]. En 2010[63], la Direction des Fraudes (DGCCRF) remet au Parquet de Paris un rapport relevant l'infraction de publicité trompeuse à l'encontre de la Caisse d'Épargne. La Caisse d'Épargne Loire-Drôme-Ardèche (CELDA) est mise en examen quelques jours plus tard par le Tribunal correctionnel de Saint-Étienne. Elle est condamnée le 13 décembre 2012 en première instance pour publicité mensongère[64] à payer 40 000 euros d'amende.

### Manquements en matière de lutte contre le blanchiment et le terrorisme
- En décembre 2013, la Caisse d'épargne du Languedoc a été condamnée par la Commission des sanctions de l'ACPR, pour ses défauts d'organisation et de procédures dans la lutte contre le blanchiment et le financement du terrorisme (LCB-FT)[65],[66].

### Pratiques managériales et discriminations
- En 2014, la caisse d'épargne de Lyon est condamnée en appel pour ses pratiques managériales[67].
- En mai 2020, Cash Investigation diffuse un sujet sur les discriminations de salaire entre les hommes et les femmes, mettant en exergue les inégalités de rémunération notamment au sein de Caisse d'épargne, avec un écart de rémunération de 18 %[68].

### Non-respect du télétravail pendant la pandémie
La Caisse d'Épargne a été épinglée et mise en demeure pour ne pas avoir respecté les consignes de télétravail pendant la pandémie de coronavirus.

## Communication

### Mécénat
Depuis les années 1970, la Caisse d’Épargne soutient divers événements culturels et sportifs. De 1976 à 2016, elle est l'un des plus importants partenaires privés du Festival international de la bande dessinée d'Angoulême.
La fondation Belem est créée à la suite du rachat par l'Union nationale des Caisses d'épargne d'un trois mâts antillais en 1979 nommé Le Belem. Après une rénovation, le Belem accueille des visiteurs depuis 1985. La fondation est chargée de la promotion du passé maritime de la France et l'entretien du voilier.

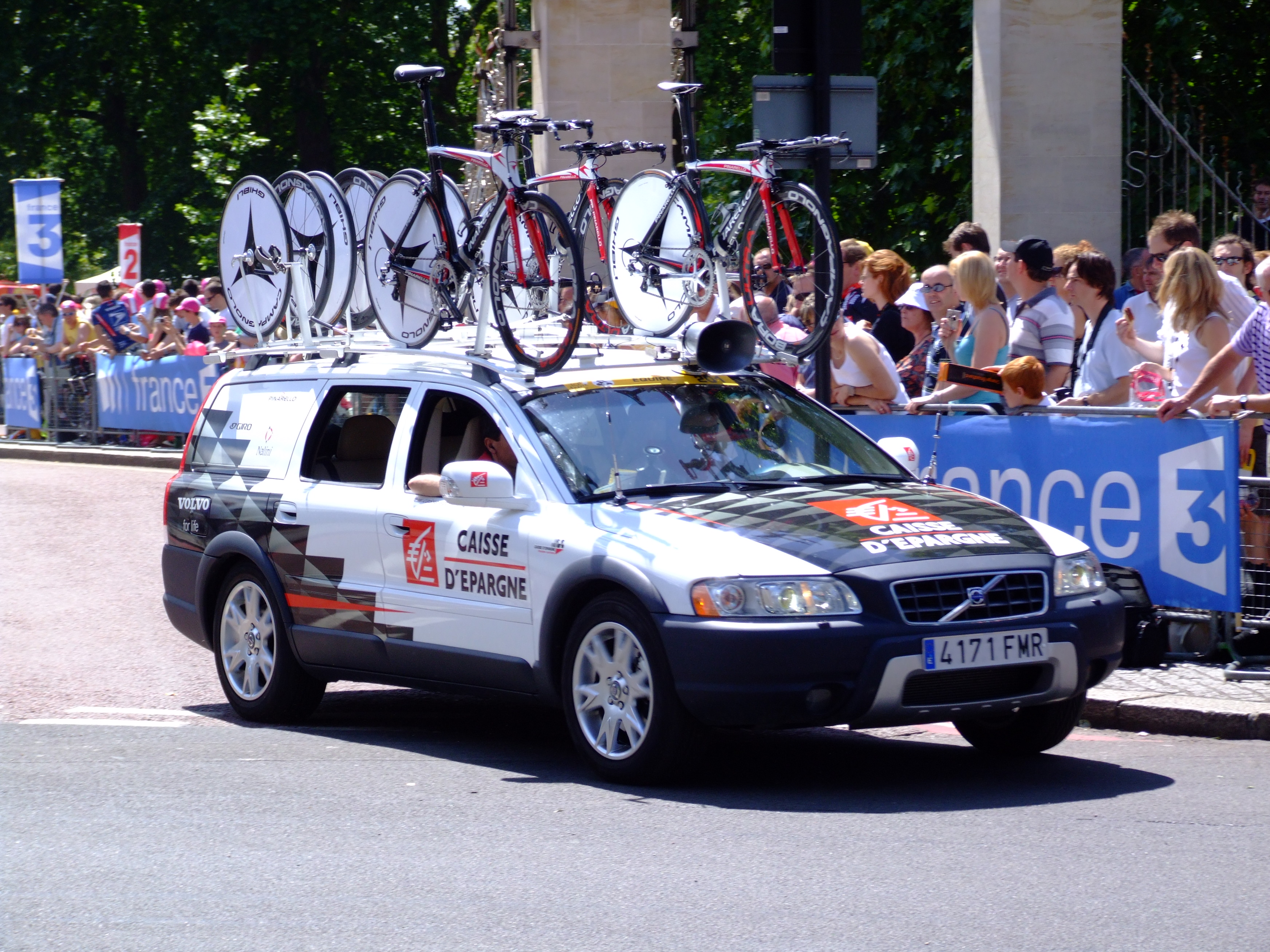
La Caisse d'Épargne sur le Tour de France.

Dans les années 1980, la Caisse d’Épargne d'Aquitaine finance le navigateur Titouan Lamazou, et le Paris Dakar en 1987 et 1989.
En 1998, le Groupe devient partenaire de la Fédération française d'athlétisme. En 2004, le groupe soutient la Coupe de France de football, et plusieurs clubs. L'année suivante, elle devient co-sponsor de l'équipe de cyclisme Illes Balears-Caisse d'Épargne, un engagement qui prend fin au terme de l'année 2010.
Depuis 2014, le groupe est partenaire de l'équipe de France de basket-ball, et depuis 2015, de la Fédération française de handball.
Pour les jeux de Pyeongchang 2018, la Caisse d'Épargne sponsorise dix athlètes qui concourent dans des catégories de sports d'hiver. La Caisse d'épargne est présente dans le domaine du ski depuis 1996, partenaire de la Fédération française de ski puis "partenaire officiel" des Équipes de France de ski et de snowboard.

### Identité visuelle (logo)
À l'origine, chacune des caisses d’épargne avait leurs différents symboles, souvent symbolisé par une ruche, dans les années 1920 et 1930, puis une fourmi, dans les années 1940 évoquant la symbolique ouvrière,.

Symbole de la Caisse d'épargne années 1920-1930.
Symbole de la Caisse d'épargne années 1920-1930.
Symbole de la Caisse d'épargne en 1939.

Le premier logotype est dessiné en 1950 selon un graphisme inspiré de Benjamin Rabier. La Caisse d’épargne bénéficie d'une identité visuelle stable depuis plusieurs décennies avec l’écureuil en logo.

Logo de la Caisse d'épargne de 1953 à 1960.
Logo de la Caisse d'épargne de 1960 à 1965.
Logo de la Caisse d'épargne de 1965 à 1968.
Logo de la Caisse d'épargne de 1968 à 1970.
Logo de la Caisse d'épargne de 1970 à 1975.
Logo de la Caisse d'épargne de 1975 à 1983.
Logo de la Caisse d'épargne de 1983 à 1991.
Logo de la Caisse d'épargne de 1991 à 2021.
Logo pour le bicentenaire de la Caisse d'épargne en 2018.
Logo de la Caisse d'épargne depuis 2021.

La banque a un temps réalisé une série de publicités animalières humoristique illustrant la vie et la prudence de l’écureuil.
En juin 2021, la Caisse d’épargne présente sa nouvelle identité visuelle, réalisée par l'agence Carré Noir,.